# Johnny Meijer

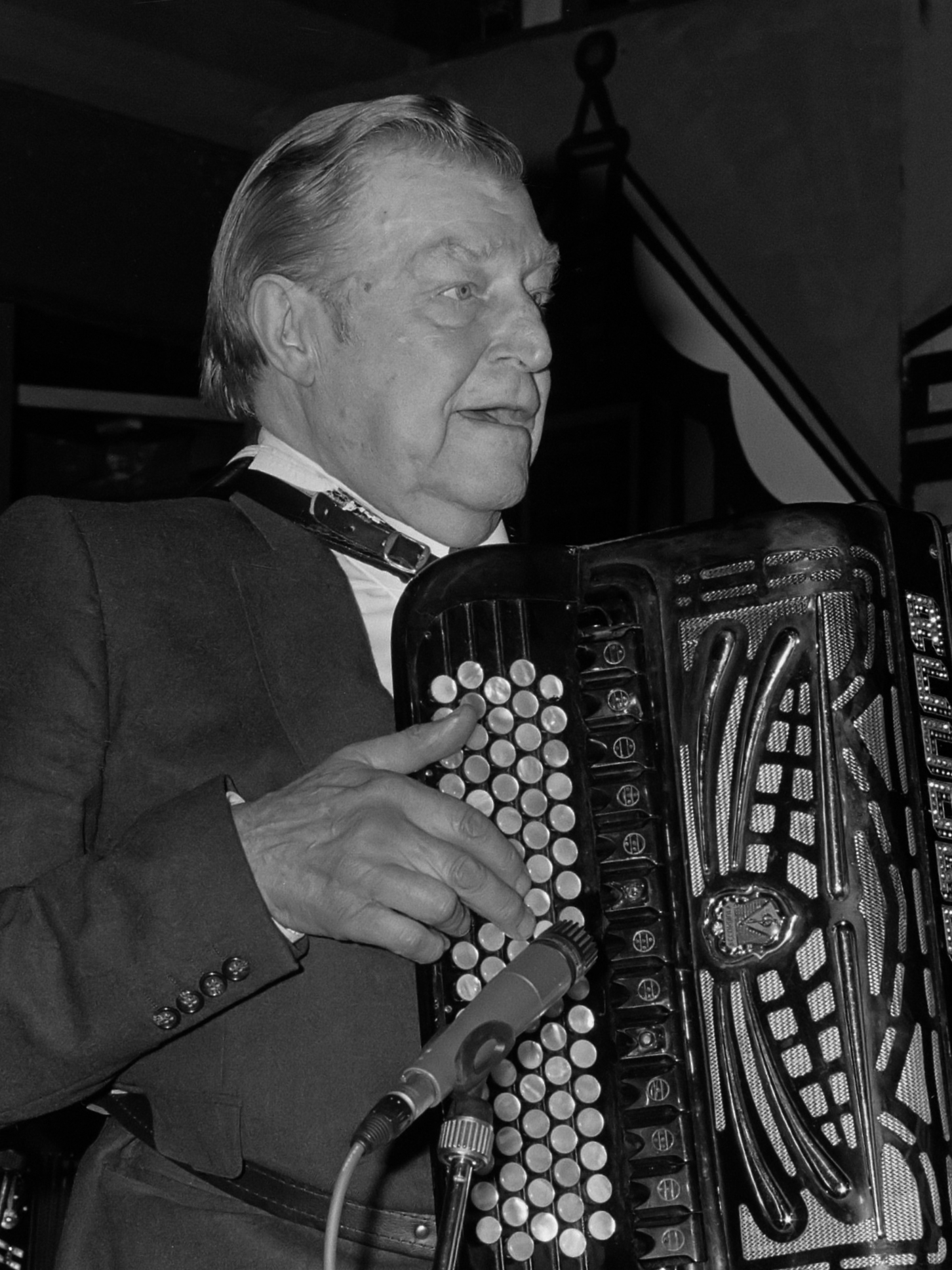
Johnny Meijer (1987)

Jan Cornelis „Johnny“ Meijer (* 1. Oktober 1912 in Amsterdam; † 8. Januar 1992 ebendort) war ein niederländischer Jazz- und Unterhaltungsmusiker (Akkordeon). Er war vor allem als Interpret von volkstümlichem Liedgut und als musikalischer Begleiter von Manke Nelis bekannt.

## Leben und Wirken
Meijer erhielt von einem Onkel ein Akkordeon, auf dem er bald alle möglichen Melodien spielte. Seine Mutter hielt ihn an, sich auf dieses Instrument zu konzentrieren, obwohl er selbst Klavier spielen wollte. Im Alter von 14 Jahren trat er dem Akkordeontrio Van Dijks Origineele Volendammers bei. 1928 wurde Meijer Mitglied des Akkordeonquartetts The Four Serenades, mit dem er nicht nur in den Niederlanden, sondern auch in Deutschland erfolgreich auftrat. Dann arbeitete Meijer als Solist, aber auch als Begleiter ausländischer Künstler in Theatern und Nachtclubs.
Während der 1930er Jahre begann Meijer als Jazzmusiker Furore zu machen. Als Solist trat er mit The Ramblers auf und arbeitete mit der Combo des Gitarristen Ab de Molenaar (der später The Millers gründete). Meijer spielte viel in Amsterdamer Cafés, auch während der Zeit der deutschen Besetzung der Niederlande. Als er 1943 in Deutschland auftreten sollte, soll er auf der anderen Seite der Grenze sein Akkordeon zerstört haben. Da angeblich das Instrument nur in Amsterdam repariert werden konnte, kehrte er um. Ohne Repression konnte er wieder als Musiker in den Amsterdamer Cafés arbeiten.
Nach dem Kriegsende arbeitete Meijer mehrmals in der Schweiz, wo er auch für Elite Special ein Album mit Gershwin-Medleys aufnahm. 1953 siegte er bei einem Wettbewerb der Akkordeonisten in Paris. Zurück in den Niederlanden macht Meijer zahlreiche Rundfunk- und Schallplattenaufnahmen, darunter 1955 mehrere Duette mit Tito Burns. Weiterhin begleitet er Josephine Baker und Maurice Chevalier. Dann trat er vor allem in der Café- und Partyszene auf, wo er sich mehr und mehr auf das niederländische Mitsingrepertoire beschränken musste. Ein Angebot, in den Vereinigten Staaten zu arbeiten, lehnte er aus familiären Gründen ab. Von den 1960er bis in die 1980er Jahre begleitete er hauptsächlich seinen Schwager Manke Nelis, bis es zwischen den beiden zum Bruch kam. Anfang der 1970er Jahre nahm er mehrere Alben wie The Swinging Accordeon of Johnny Meyer (mit Wim Overgaauw, Jacques Schols, John Engels) auf; 1974 entstand zudem ein Album mit der Dutch Swing College Band.
Bereits nach dem Tod seiner zweiten Frau 1980 kam Meijers in eine tiefe Krise und versäumte Konzertauftritte. Zu seinem 75. Geburtstag trat er  im Bimhuis und auf dem North Sea Jazz Festival auf. 1990 erschien sein Album Body and Soul. Im Dezember 1991 kam es zu einem kurzen, erfolgreichen Auftritt im Concertgebouw mit dem Amsterdamer Saxophonquartett. Zwei Wochen später starb er. Seine Schwiegertochter Ingrid Simons und Enkelin Eva Simons machten gleichfalls musikalisch Karriere.

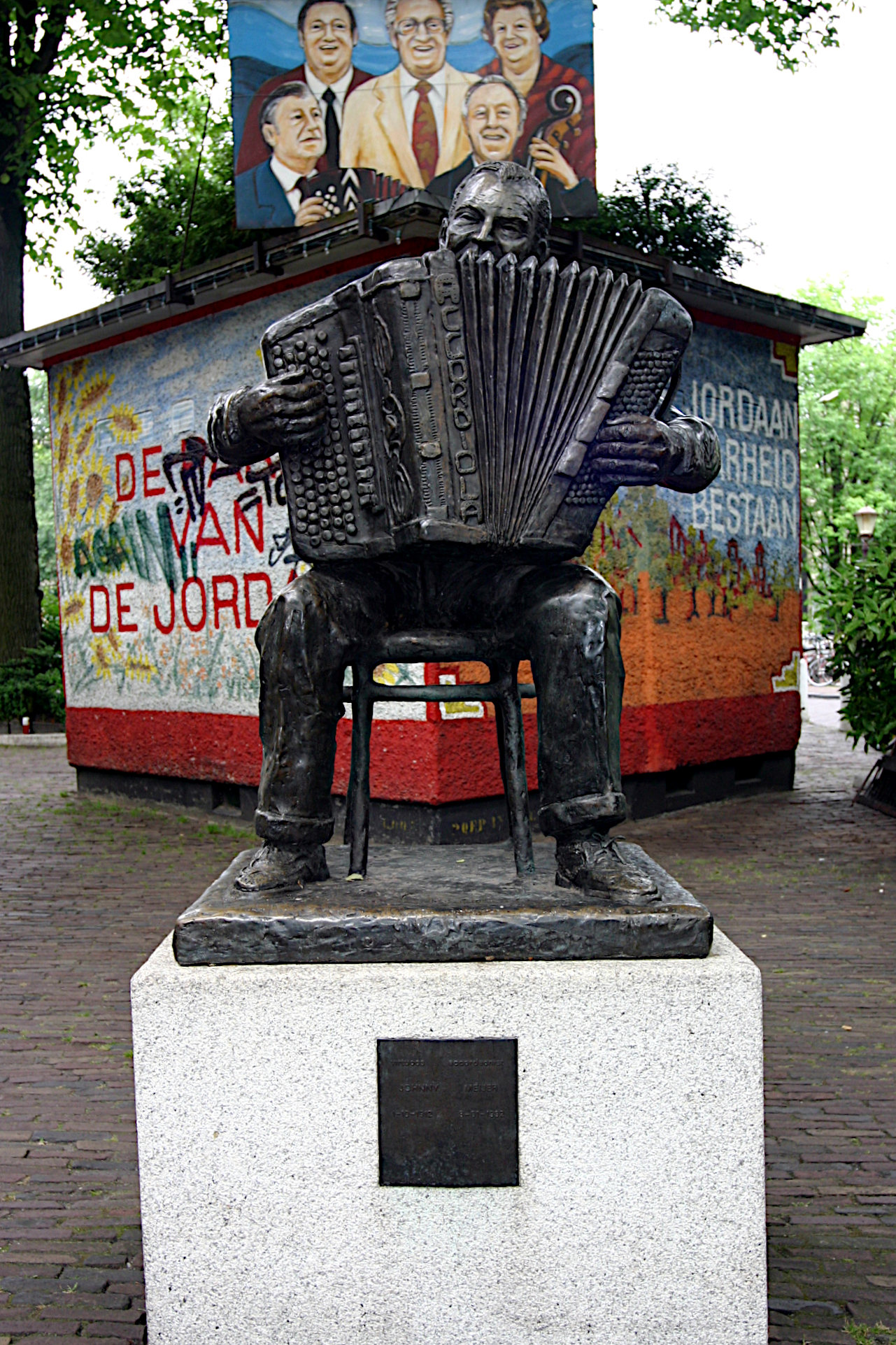
Statue Johnny Meijer von Rob Cerneüs auf dem Johnny Jordaanplein in Amsterdam

## Nachwirkungen
John Appel legte 1993 seinen Dokumentarfilm Johnny Meijer vor. Seit 1996 erinnert im Amsterdamer Stadtviertel Jordaan eine von Rob Cerneüs geschaffene Statue von Johnny Meijer an ihn. In einem Fernsehinterview während des North Sea Jazz Festival 2015 hat Richard Galliano speziell Meijer als wichtigen Einfluss genannt.

## Diskographische Hinweise
- The Fabulous Johnny Meyer (1972, mit Wim Overgaauw, Jacques Schols, John Engels)
- Johnny Meijer & Manke Nelis: Amsterdam Ik hou van Jou (1977)
- In Dixieland (1978, mit Pim Hogervorst, Frits Kaatee, George Kaatee, Klaas Wit, Henk Bosch van Drakestein, Huub Janssen)
- Blue Skies (rec. 1946–1957, ed. 1987)
- Body and Soul (1990, mit Frits Landesbergen, Jacques Schols, John Engels)
- After You've Gone: Terug Naar Toen (rec. 1961–69, ed. 1995)